# Apocephalus planus
Apocephalus planus är en tvåvingeart som beskrevs av Brown 2002. Apocephalus planus ingår i släktet Apocephalus och familjen puckelflugor. Inga underarter finns listade i Catalogue of Life.